# ديفيد رييس
ديفيد رييس (بالإسبانية: David Reyes)‏ (17 يناير 1985 في تشيلي - ) هو مدرب كرة قدم ولاعب كرة قدم تشيلي في مركز حراسة المرمى. لعب مع سان لويس دي كويلوتا.

## وصلات خارجية
- ديفيد رييس على موقع قاعدة بيانات كرة القدم.إي يو (الإنجليزية)
- ديفيد رييس على موقع Soccerway.com (الإنجليزية)
- ديفيد رييس على موقع AS.com (الإسبانية)